# 君士坦丁四世
君士坦丁四世（羅馬化：Kōnstantīnos，直译：「Constantinus」；约650年—685年7月10日），也被稱為小君士坦丁（羅馬化：ho Néos），並且經常與他的父親混淆而被錯誤地稱為大鬍子（羅馬化：Pōgōnãtos），是一位東羅馬帝國皇帝（668年–685年在位）。他的統治首次嚴重遏制了阿拉伯正統哈里發國近五十年來不間斷的擴張，其中最顯著的就是他成功保衛了首都君士坦丁堡，並使帝國在經歷了數十年的戰爭、失敗和內亂之後暫時穩定下來。他召開了第三次君士坦丁堡公會議，結束了基督一志論的爭論；因此他被東正教尊為聖人，他的瞻禮日定於9月3日。

## 早年
君士坦丁四世是君士坦斯二世與瓦倫丁將軍之女福斯塔的長子。654年，君士坦丁四世被冊封為與其父共治皇帝，幾乎可以肯定是在復活節（4月13日）。他的出生年份不詳，但通常認為大約在650年。668年9月，君士坦斯二世在西西里島遇刺的消息傳到君士坦丁堡，君士坦丁四世登基成為皇帝。
新皇帝面臨的首要任務是鎮壓梅策齐乌斯領導的西西里軍事叛亂，這場叛亂導致了他父親的死亡。君士坦丁四世即位後7個月內，在教宗维达的支持下平息了叛亂，但這一成功被東部的動亂所掩蓋。
早在668年，奧瑪亞哈里發國奧瑪亞王朝哈里發穆阿维叶一世收到了亞美尼亞軍隊指揮官薩博裡奧斯的邀請，邀請他協助推翻君士坦丁堡的皇帝，於是穆阿维叶派遣兒子耶齊德率領軍隊攻打東羅馬帝國。耶齊德攻抵迦克墩，佔領了帝國的重要中心阿莫里乌姆。雖然這座城市很快就被收復，但阿拉伯人在669年又進攻了阿非利加總督區迦太基和西西里。670年，阿拉伯人攻佔了基齐库斯，並建立了基地準備進一步向帝國腹地發動攻擊。672年，阿拉伯艦隊佔領了士麥那和其他沿海城市。此外在672年，阿拉伯人派遣了一支龐大的艦隊從海上攻擊君士坦丁堡。趁君士坦丁四世為此分心之際，斯拉夫人圍攻了塞薩洛尼基。

## 皇帝

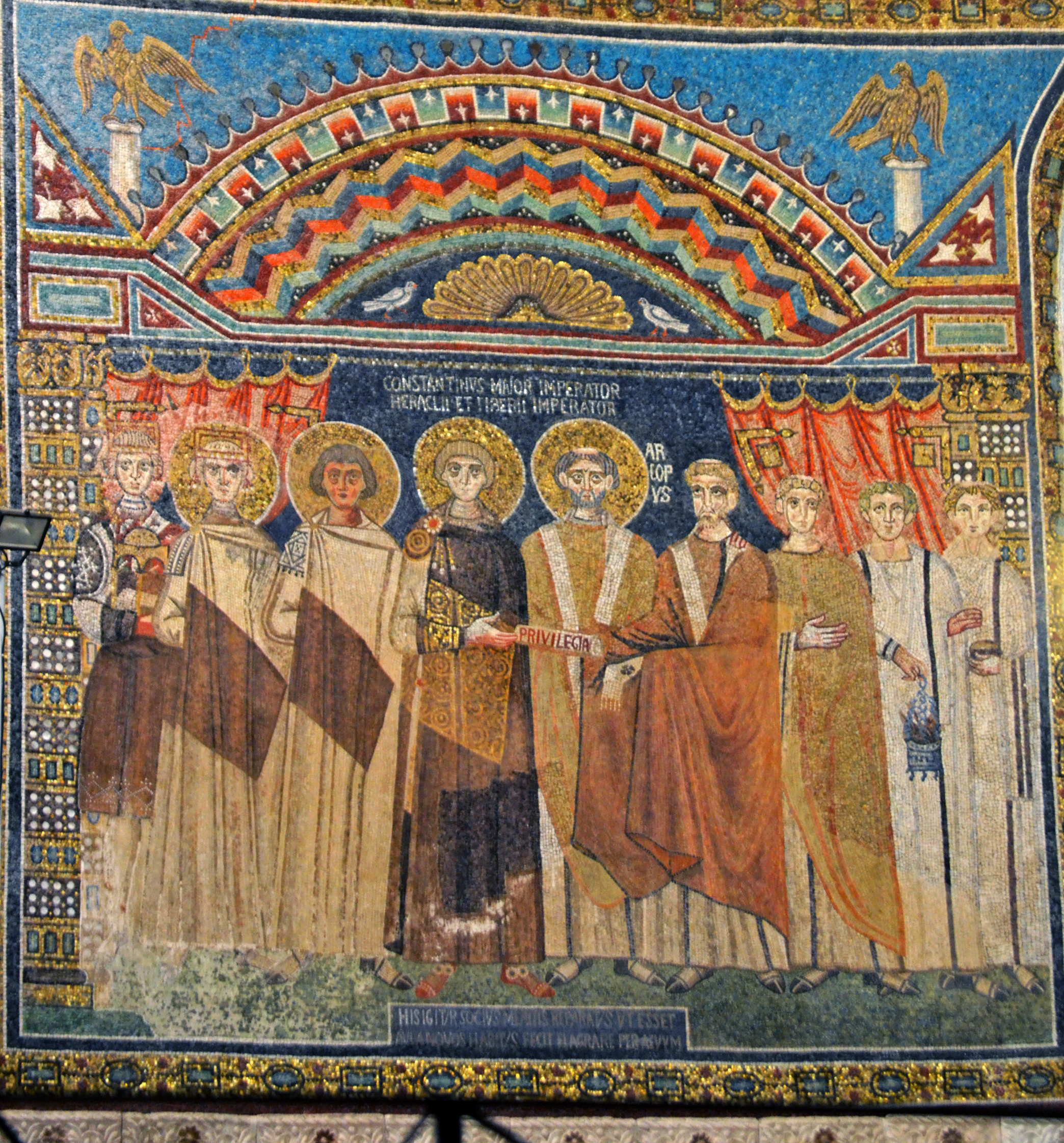
君士坦丁四世及其家人和皇室人物的鑲嵌畫。（拉文納克拉塞的圣亚坡理纳圣殿）

### 君士坦丁堡之圍
現代史學傳統上將阿拉伯人首次圍攻君士坦丁堡的時間定在674-678年，但新的史學重建將其日期定為667-669年。663年，君士坦丁的父親君士坦斯二世將皇宮遷至錫拉庫薩，在此期間，大部分軍隊也遷至西西里島。 此舉使君士坦丁堡面臨阿拉伯軍隊的威脅。早在662/3年，在穆阿维叶一世從第一次伊斯蘭內戰中獲勝後不久，阿拉伯人就已在馬拉蒂亞邊境地區開始對安納托利亞發動襲擊。據報道，其中一次由布斯爾·本·阿比·阿爾塔特率領的襲擊到達君士坦丁堡，洗劫了其周邊地區。同時，實力削弱的東羅馬軍隊無力阻止阿拉伯人的入侵。情況對貴族、亞美尼亞軍區將軍薩博裡奧斯來說十分有利，他獲得阿拉伯人的支持後，便可以反抗帝國政府。穆阿維葉一世將薩博裡奧斯視為一個意想不到的盟友，並認為這是一個趁東羅馬軍隊危急之際進一步入侵內陸的絕佳機會。儘管由於薩博裡奧斯意外身亡，這項協同計劃未能實現，但這並沒有阻礙穆阿維葉推進他摧毀東羅馬帝國的計劃。667年，他率領大批軍隊發動攻勢，向君士坦丁堡進軍，而他的另一支軍隊則隨艦隊駛往君士坦丁堡。穆阿維葉將進軍君士坦丁堡的阿拉伯軍隊的指揮權委託給了他的將軍兼大馬士革卡迪法達拉·本·奧拜德·安薩裡。
667年夏天，阿拉伯軍隊侵入東羅馬領土，經過多次襲擊和劫掠，於667年底抵達迦克墩過冬。同時，由穆阿維葉之子耶齐德指揮的由埃及和敘利亞艦隊組成的阿拉伯海軍也駛向君士坦丁堡，並於667年秋天抵達。耶齐德的同伴中有四位先知的同伴和麥地那貴族，即先知的堂兄、阿拔斯王朝的祖先阿卜杜拉·本·阿巴斯、第二任哈里發之子、聖訓最重要的傳播者之一阿卜杜拉·伊本·祖拜尔、祖拜爾是先知妻子阿伊莎的妹妹，也是阿布·伯克尔的孫子，在680-692年內戰期間成為未來的哈里發；根據阿拉伯史學家塔巴里的說法，阿布·阿尤布·安薩裡在先知逗留麥地那期間接待了他。兩支隊伍到達君士坦丁堡城牆後會合，封鎖了首都，儘管直到667年冬末才發動重大進攻，而只是對鄉村進行了劫掠。668年春，阿拉伯軍隊的封鎖線已不堪重負，首都在整個春季直至6月中旬都處於圍攻之中。然而，眾多阿拉伯軍隊在營地過冬後營養不良，很快便陷入了嚴重的飢荒，而天花疫情的爆發又使他們大量傷亡，迫使耶齐德匆忙解除了圍攻。儘管如此，陸軍和海軍仍留在基齐库斯，在君士坦丁堡及其周邊鄉村地區進行了小規模的戰鬥和襲擊，之後於669/70年左右啟航返回敘利亞。
阿拉伯人首次圍攻君士坦丁堡引發了一系列事態發展。圍城戰結束後，君士坦丁雖然主要憑藉的是當時的情況而非其軍事實力，但最終還是取得了勝利。由於君士坦丁堡遭到海上封鎖，解除圍城的消息尚未傳到錫拉庫薩，出於對最壞情況的擔憂，皇帝最親近的幾位高級軍官策劃了一場陰謀，意圖推翻君士坦丁，據說是出於對帝國存亡的擔憂。無論如何，君士坦斯二世皇帝於668年7月15日遇刺身亡。皇帝駕崩後，這群密謀者在西西里擁立梅策齐乌斯為皇帝。然而，叛軍並未得到教宗維達的接納，只有一部分軍隊支持他，而東羅馬海軍則在忠誠的權貴塞維魯的指揮下返回了君士坦丁堡。668年末，海軍抵達君士坦丁堡，這對君士坦丁四世來說是一個有利的時機，因為君士坦丁四世此前沒有任何主力軍隊，只有大約十艘船可供調遣，因此可以與阿拉伯海軍平等對抗，而阿拉伯海軍顯然已經停止了再次圍攻君士坦丁堡。君士坦丁四世掌握了帝國海軍的控制權，君士坦丁堡也擺脫了危險，於是他派遣他的兩個兄弟兼共治皇帝率領一些軍隊西征，作為三兄弟戰爭前線的一個分隊。同時，從另一條戰線，埃及總督馬斯拉邁·本·穆哈拉德派遣他的艦隊，由穆阿維葉·本·穆罕默德指揮。胡代吉·肯迪（Hudayj al-Kindī）率軍進攻西西里島，旨在破壞君士坦斯二世重組帝國在西方地位的努力。他率軍對西西里島發動了一些粗略的入侵，但與此同時，梅澤齊奧斯已向君士坦丁四世尋求幫助，此舉最終導致他自取滅亡。當約600艘戰艦抵達時，阿拉伯人避免了海戰並撤退。君士坦丁四世在錫拉庫薩登陸後，逮捕了梅策齐乌斯並將其斬首，其餘支持者也被逮捕並被銬上枷鎖遣送回君士坦丁堡。

### 貨幣改革

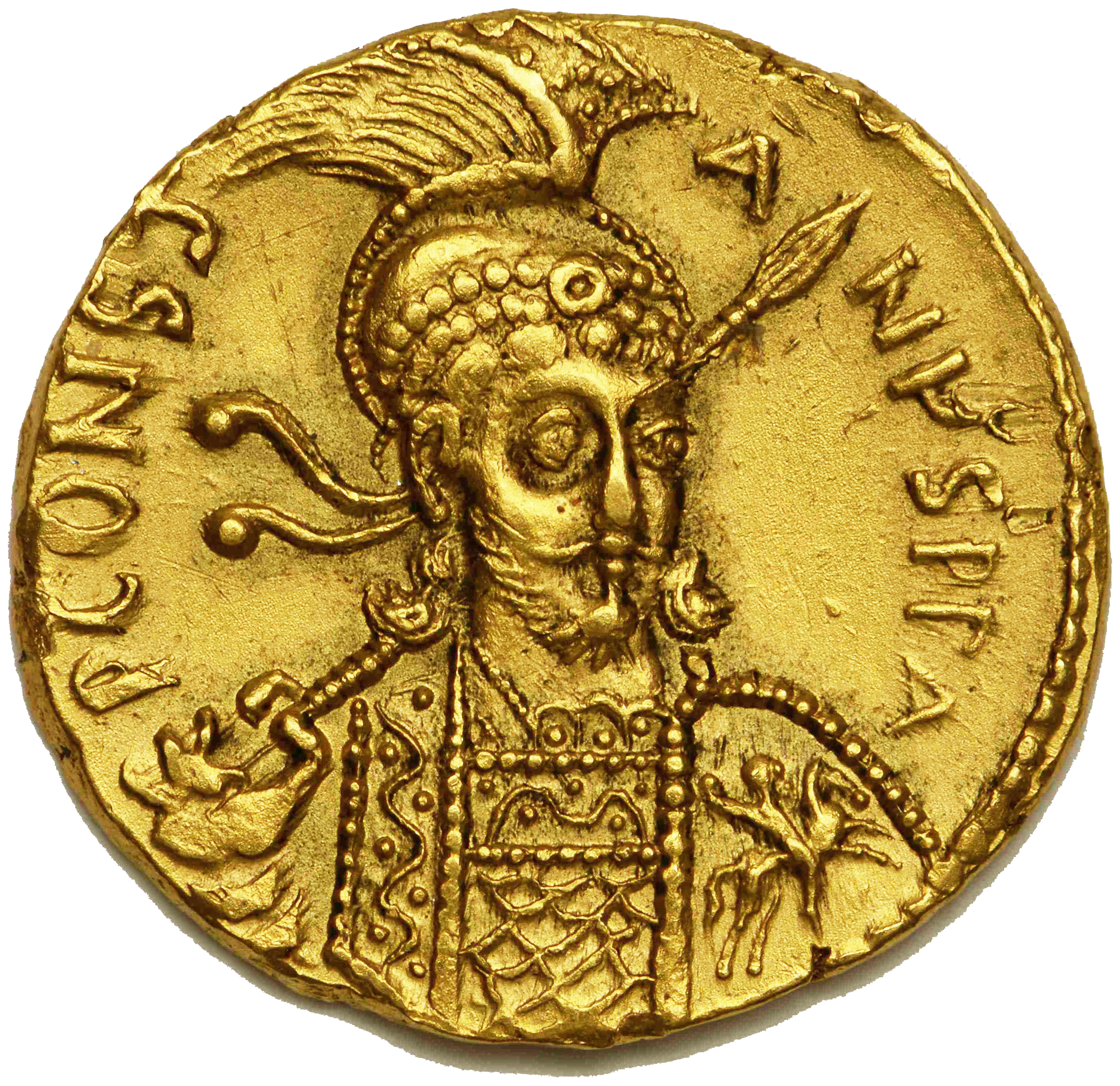
描繪君士坦丁四世的索利都斯（681-685年）

阿拉伯人圍攻君士坦丁四世之後及先前其父遷至錫拉庫薩（據推測在君士坦斯二世遇刺後，帝國國庫也隨之轉移，並可能遭到掠奪），君士坦丁四世面臨日益嚴重的經濟危機。阿拉伯人對小亞細亞的襲擊以及敘利亞大片地區的領土損失，也意味著一些重要礦產的損失以及用於鑄造高價值貨幣的貴金屬短缺。除了貶值高價值貨幣外，新皇帝還選擇重新發行查士丁尼一世時期的銅質富利幣（follis），這意味著除了圖像上的回歸之外，硬幣的重量增加了四倍。金屬含量的增加提高了銅質富利幣的貨幣價值，並可能使梅策齐乌斯的索利都斯（金幣）變得多餘，以便透過動搖貨幣價值來打擊對手。然而，君士坦丁四世在他兒子出生的第二年就決定廢除父親的教會政策，不僅賜名查士丁尼二世，還進一步重組了貨幣體系的其餘部分，使其在設計和佈局上與查士丁尼一世的政策保持一致。君士坦丁四世大力宣傳將自己比作查士丁尼一世，旨在為他的統治披上深刻的「帝國復闢」的外衣。事實上，他實際上正是這樣做的，因為帝國在672年至680年間取得了優勢，並透過一系列對埃及和敘利亞的反攻，癱瘓了來自阿拉伯奧瑪亞哈里發國的威脅。這結束了長達15年的連續劫掠和破壞，而穆阿維葉一世於680年5月6日去世，也徹底終結了這一局面。

### 後期統治

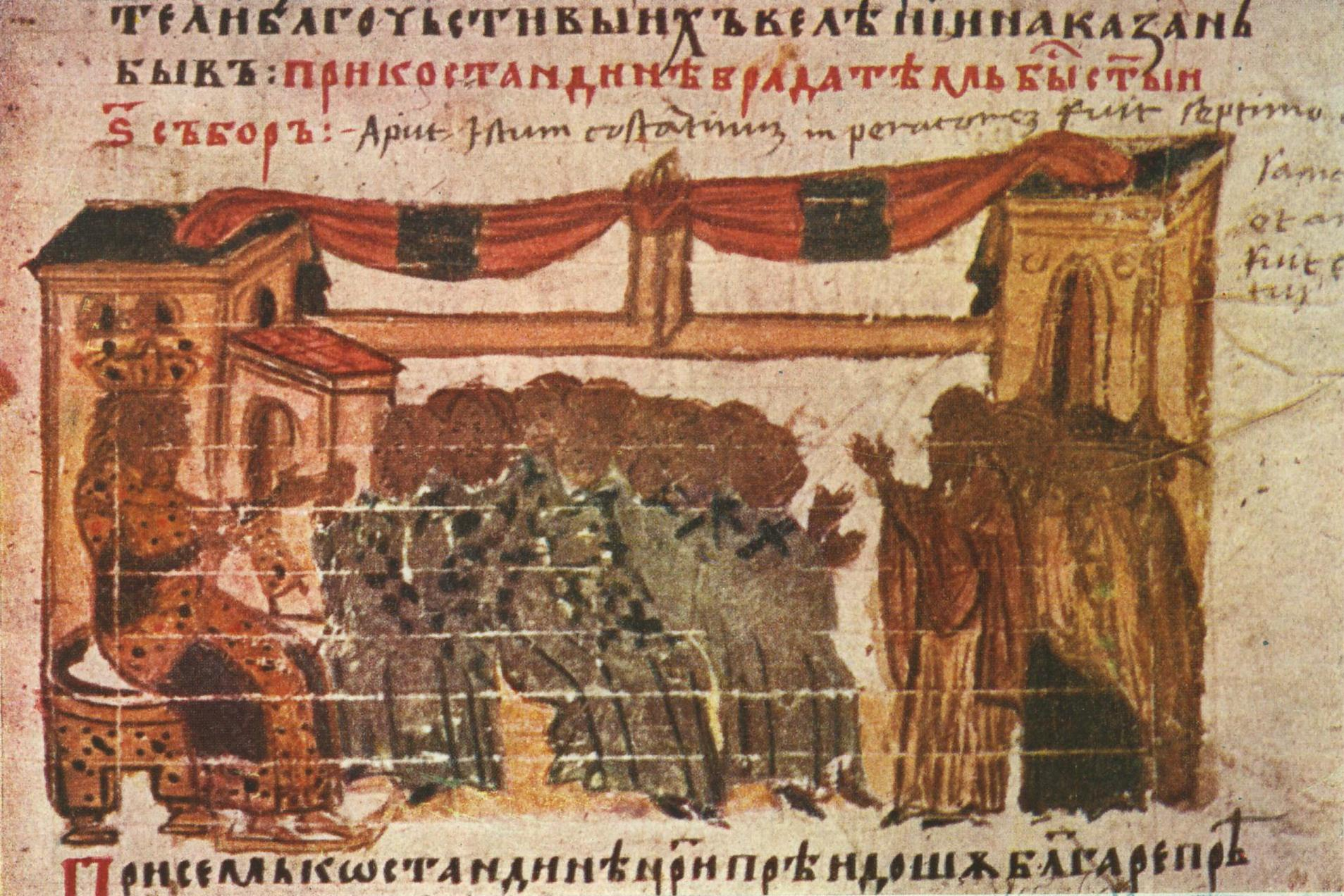
君士坦丁四世召開第三次君士坦丁堡會議。場景出自12世紀的《瑪納塞斯編年史》。

隨著阿拉伯威脅的暫時解除，君士坦丁將注意力轉向了教會，而教會當時正處於基督一志論和東正教之間的兩難。680年11月，君士坦丁召開了第六次大公會議（也稱為第三次君士坦丁堡公會議）。君士坦丁親自主持了會議的正式環節（前11次會議和之後的第18次會議），他和他的宮廷官員在場，但他並未積極參與神學討論。 這次會議重申了451年迦克墩公會議的教義。這解決了一志論的爭議；對帝國來說這很方便，因為大多數一志論者現在都處於倭馬亞王朝的控制之下。會議於681年9月閉幕。
由於670年代與阿拉伯人持續不斷的衝突，君士坦丁被迫與西部的倫巴第人締結條約，倫巴第人當時已經佔領了布林迪西和塔蘭托。同樣在680年，在保加爾人首領阿斯巴鲁赫的率領下，保加爾人渡過多瑙河，進入名義上的帝國領土，並開始征服當地社區和斯拉夫人部落。680年，君士坦丁四世率領海陸聯合部隊對抗入侵者，並圍攻了他們在多布羅加的防禦營地。由於健康狀況不佳，皇帝必須離開軍隊，從而令軍隊陷入恐慌，最後被保加爾人擊敗。681年，君士坦丁被迫承認默西亞行省的保加利亞國，並繳納貢金/保護費，以避免其進一步入侵帝國的色雷斯。因此，君士坦丁創建了色雷斯軍區。
他的兄弟希拉克略和提比略在其父親統治期間曾與他一起加冕為奥古斯都（共治皇帝），這一點也得到了民眾要求的確認，但在681年末，君士坦丁割了他們的鼻子（劓刑），這樣他們就被認為沒有資格統治。  有些人認為他當時將查士丁尼二世推上了皇位，但所有同時代的證據都表明，他是在685年7月10日君士坦丁駕崩後才成為皇帝的。